# كركرادة
كِركَرادة أو كيركراده Kerkrade  بلدية بمقاطعة لِمبُرخ، هولندا.

## طوبوغرافيا
خريطة طوبوغرافية هولندية لبلدية كِركَرادة، يونيو 2015، (تقرأ بعد ثلاث نقرات على الخريطة)

## توأمة
لكِركَرادة اتفاقيات توأمة مع:
- هرتسوغنرات

## أعلام
- جين هانسن
- برايان جاكوبس
- هاين سيمونز
- يورغ مولر
- ويل كورفر
- إيما كوك